# Calderó
|  | Per a altres significats, vegeu «Calderó (desambiguació)». |

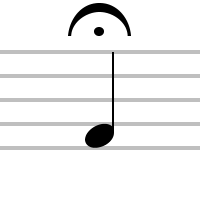
Un calderó sobre una negra

En música, un calderó o una fermata és un element de notació musical que indica que la nota o silenci a què s'aplica quan s'ha d'allargar més enllà del que indica el seu valor. La durada va a discreció de l'intèrpret o el director. Ocasionalment, també apareix sobre una barra de compàs indicant una pausa de durada indefinida.
El signe s'utilitza des del segle xiv i consisteix en un punt envoltat per un semicercle superior. Habitualment es posa sobre la nota, però pot aparèixer a sota invertint el signe.